# Pęczek (botanika)

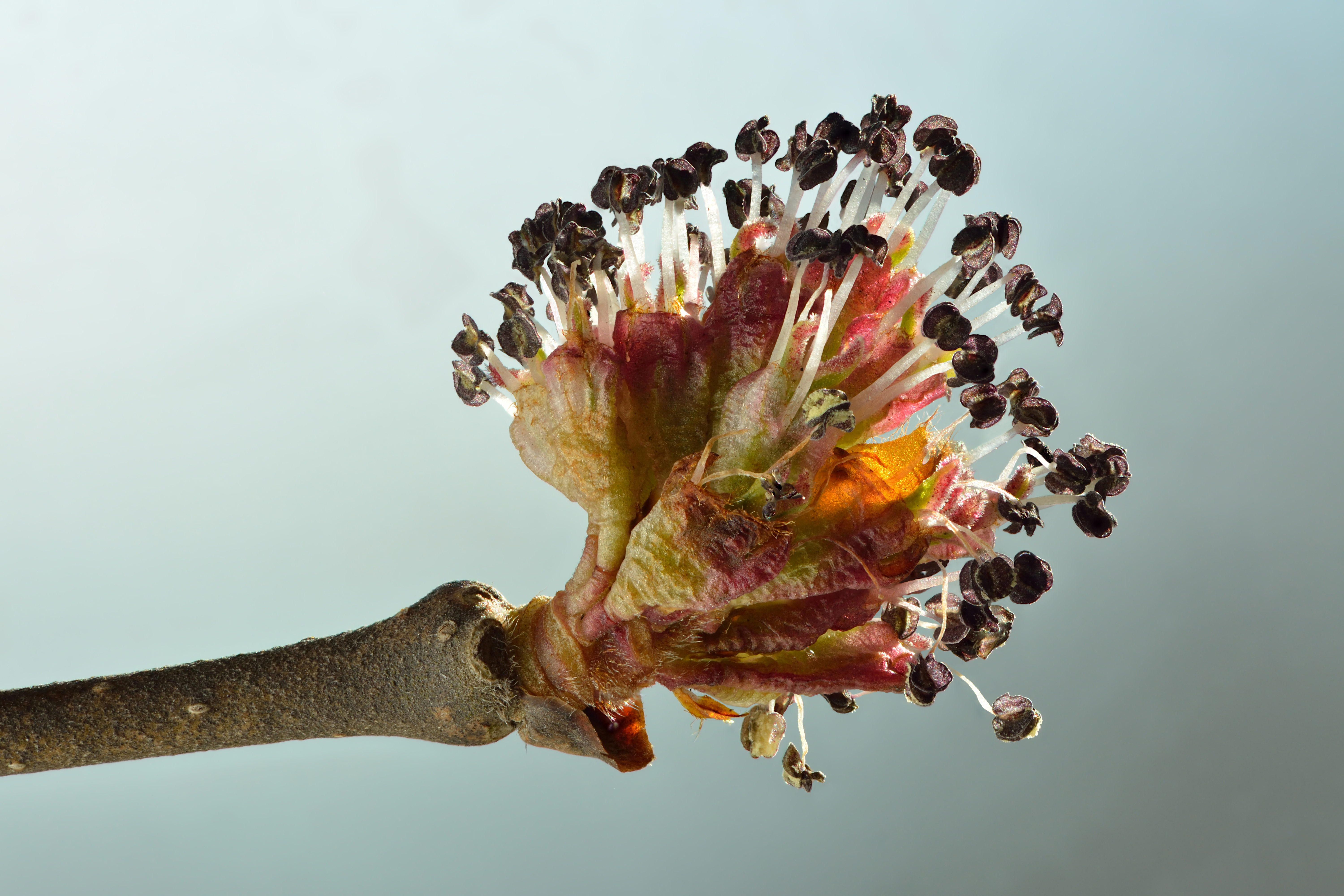
Pęczek – kwiatostan wiązu górskiego (Ulmus glabra)

Pęczek – kwiatostan wierzchotkowy charakteryzujący się bardzo skróconą osią (podobnie jak przy kłębiku) oraz kwiatami osadzonymi na nieco dłuższych szypułkach. Taki rodzaj kwiatostanu występuje między innymi u wiązów (Ulmus L.) czy u niektórych gatunków z rodziny rdestowatych (Polygonaceae Juss.).